# Hartwig I. von Lierheim
Hartwig von Lierheim († 24./25. Januar 1184 in Augsburg) entstammte der edelfreien Familie der Lierheimer, die in der Nähe von Möttingen im heutigen Landkreis Donau-Ries ansässig war. Am 1. November 1167 wurde er vom Augsburger Domkapitel zum Bischof von Augsburg gewählt. In der Auseinandersetzung Kaiser Friedrichs I. Barbarossa mit Papst Alexander III. stand er auf der Seite des Kaisers. 1168 übertrug er an diesen das vakant gewordene bischöfliche Lehen der Hochstiftsvogtei. Der Kaiser fragmentierte dieses Lehen mit der Folge, dass eine von ihm abhängige Stadtrechtsvogtei und damit die Grundlage der späteren Reichsstadtwerdung Augsburgs geschaffen wurde. 1177 war Bischof Hartwig I. beim Friedensschluss von Venedig anwesend und nahm an dem von Papst Alexander III. geleiteten Konzil teil. 1184 starb er in Augsburg.